# Dvorianky
Dvorianky este o comună slovacă, aflată în districtul Trebišov din regiunea Košice. Localitatea se află la altitudinea de 111 m deasupra n.m., se întinde pe o suprafață de 6,18 km2 și în 2017 număra 638 de locuitori.

## Istoric
Localitatea Dvorianky este atestată documentar din 1245.

## Demografie
| An:                | 1994 | 2004   | 2014   | 2024   |
| ------------------ | ---- | ------ | ------ | ------ |
| Număr de persoane: | 633  | 614    | 611    | 672    |
| Diferență:         |      | −3,00% | −0,48% | +9,98% |

| An:                | 2023 | 2024   |
| ------------------ | ---- | ------ |
| Număr de persoane: | 664  | 672    |
| Diferență:         |      | +1,20% |